# Coeloplana sophiae
Coeloplana sophiae är en kammanetart som beskrevs av Dawydoff 1938. Coeloplana sophiae ingår i släktet Coeloplana och familjen Coeloplanidae. Inga underarter finns listade i Catalogue of Life.